# Tulkas
Tulkas is een personage dat voorkomt in de bekende fantasy-boeken van J.R.R. Tolkien. Hij is een Vala wat inhoudt dat hij tot de grote machten van Arda behoort. Zijn naam is afgeleid van het Valarijnse Tulukastâz. Soms wordt hij ook aangeduid met Astaldo, wat 'de Dappere' betekent. In eerdere versies van de Silmarillion luidde zijn naam Poldórëa, wat Quenya is voor 'Machtige'. Tulkas staat bekend om zijn lichamelijke kracht, moed en zijn goudblonde baard. Hij behoort niet tot de Aratar.
Tulkas was de laatste van de Valar die naar Arda kwam. In die tijd, nog voor de komst van de Elfen, streden de Valar tegen Melkor. Laatstgenoemde leek de bovenhand te hebben, maar de komst van Tulkas veranderde dat. Melkor was genoodzaakt te vluchten voor de macht van Tulkas waardoor de lente van Arda aanbrak. In die tijd woonden de Valar op het eiland Almaren en daar huwde Tulkas Nessa, de zus van Oromë, tijdens een groot feest.
Na de vernietiging van de Twee Lampen verhuisden de Valar naar Valinor. Tulkas joeg achter Melkor aan om hem ter verantwoording te roepen, maar deze verborg zich in zijn veste Utumno. Vele jaren verstreken, waarin Yavanna de Twee Bomen van Valinor tot leven zong. Toch besloten de Valar, met Tulkas als meest vurige proponent, om Melkor gevangen te nemen. Zij waren bang dat de eerstgeborenen anders in een duistere wereld zouden ontwaken. Toch duurde het tot na de komst van de Elfen dat de Valar Utumno belegerden. Daar worstelde Tulkas met Melkor en nam hem gevangen.
Melkor ontving vele jaren later gratie, doch Tulkas was daar fel op tegen. En niet onterecht zou blijken. Na de Verduistering van Valinor vluchtte Melkor voor de woede van de Valar. Maar de achtervolging mislukte. Ten tijde van de Oorlog van Gramschap zou het weer gelukken om Melkor gevangen te nemen.
Zoals omschreven in de Akallabêth verlieten de Valar, waaronder Tulkas, de sterfelijke wereld toen zij de heerschappij over Arda neerlegden en Ilúvatar de grote vloot van Númenor vernietigde.